# Angry Machines
Angry Machines —en español: Máquinas furiosas— es el séptimo álbum de estudio de la banda de heavy metal Dio. Fue lanzado en 1996 bajo el sello Mayhem Records. Es el segundo disco de Dio en incluir al guitarrista Tracy G y al bajista de Dokken Jeff Pilson.

## Lista de canciones
1. "Institutional Man" (Dio, Tracy Grijalva, Vinny Appice) – 5:00
2. "Don't Tell the Kids" (Dio, Grijalva, Appice) – 4:13
3. "Black" (Dio, Grijalva, Appice, Jeff Pilson) – 3:06
4. "Hunter of the Heart" (Dio, Grijalva, Appice) – 4:06
5. "Stay Out of My Mind" (Pilson) – 6:57
6. "Big Sister" (Dio, Grijalva, Appice, Pilson) – 5:27
7. "Double Monday" (Dio, Grijalva, Appice) – 2:50
8. "Golden Rules" (Dio, Grijalva, Appice) – 4:46
9. "Dying in America" (Dio, Grijalva, Appice, Pilson)– 4:31
10. "God Hates Heavy Metal" (Bonus Track) – 3:45
11. "This Is Your Life" (Dio, Grijalva)– 3:18

## Personal
- Ronnie James Dio – Voz
- Tracy G – Guitarra
- Jeff Pilson – Bajo
- Vinny Appice – Batería